# IC 1284
IC 1284 је емисиона маглина са звијездама у сазвјежђу Стријелац која се налази на листи објеката дубоког неба у Индекс каталогу.
Деклинација објекта је - 19° 40' 19" а ректасцензија 18h 17m 39,5s. IC 1284 је још познат и под ознакама ESO 590-*N16, CED 157D, in Sh2-37.